# 少女少年
《少女少年》是日本漫画家薮内优创作的漫画作品。一共分为8卷，分别是8个男主人公男扮女裝的故事。

## 登场人物

### 少女少年I -MIZUKI-
水城晶（水城晶，みずき あきら）

主角，市立第一小学6年4组的男学生。在家中以女装唱卡拉OK时被星探村崎勉挖掘，为接近自己的偶像青野琉璃，同意进入娱乐圈，以白川水希（白川みずき，しらかわ みずき）的艺名以女歌手身份登场。进入娱乐圈后，CD销量一度达80万份，但受到黑木纱夜香的种种刁难，在即将进入红白歌大赛前夕身份被揭露，只好退出娱乐圈。
赤泽智惠子（赤沢智恵子，あかざわ ちえこ）

市立第一小学6年4组的女学生。水城晶的朋友，也是白川水希的歌迷。
青野琉璃（青野るり，あおの るり）

水城晶的偶像，5岁时进入娱乐圈。对白川水希给予了很大帮助，外出时通常佩戴眼镜。
黑木纱夜香（黒木紗夜香，くろき さやか）

白川水希的竞争对手，后无意得知白川水希的真实身份就是水城晶，于是便转入市立第一小学6年4组，后成功的揭穿了白川水希的真实身份，导致水城晶退出娱乐圈。
水城瞳（水城瞳，みずき ひとみ）

水城晶的姐姐，喜欢卡拉OK。由于与水城晶长得很像，后来在一次演唱会上得以代替水城晶演出。
青野琉璃的母亲

负责管理整个剧团的人。
黑木纱夜香的经纪人

替黑木纱夜香搜集情报，成功的使水城晶退出演艺圈的人。
村崎勉（村崎ツトム，むらさき つとむ）

星探，成功的挖掘了水城晶。

### 少女少年II -KAZUKI-
星河一葵（星河一葵，ほしかわ かずき）

主角，在一次事件中得知自己的父亲不是他的亲生父亲（亲生父亲在他出生亲就已死亡，现在的父亲是大空遥的前经纪人），而亲生母亲正是红极一时的大空遥。为了见到自己的亲生母亲，星河一葵决心进入娱乐圈，被星探村崎勉挖掘。但是却被当做女生来发展。得以在后来的排演中，见到了大空遥。后来与大空遥相认，但最后还是回到了父亲家中。
大空遥（大空遥，おおぞら はるか）

红极一时的女演员，在生下星河一葵后，把他托付给了经纪人来抚养。
日比野绘梨（日比野絵梨，ひびの えり）

星河一葵在演艺圈里的同学，十分仰慕星河一葵。
望月眉华（望月マユカ，もちづき まゆか）

星河一葵在演艺圈里的同学，一度成为最佳候选演员，但是后来被星河一葵击败。
风间时峰（風間トキオ，かざま ときお）

日比野绘梨的童年玩伴，后来无意间发现了星河一葵的真实身份。
村崎勉（村崎ツトム，むらさき つとむ）

星探，成功的挖掘了星河一葵，但是最初把他的性别弄成了女，后来将错就错的同意他继续留在演艺圈中。

### 少女少年III -YUZUKI-
橘柚季（橘柚季，たちばな ゆずき）

主角，香川县丸龟市人，血型O型。经常被两位哥哥打扮成女装，橘柚季决心要进入娱乐圈，后来到东京，被星探村崎勉挖掘。但是却被当做女生来发展，原因是他的两位哥哥把他的个人信息的性别改成了女。与桃园百合、梅咲文华组成了三人演唱组合。但在最后，因挂念佐仓千代子而退出了娱乐圈。
佐仓千代子（佐倉ちよ子，さくら ちよこ）

橘柚季的童年玩伴，也是他的同学。
桃园百合（桃園ユリ，ももぞの ゆり）

三人演唱组合的一员，性格平淡，但是十分仰慕橘柚季。
梅咲文华（望月マユカ，もちづき まゆか）

三人演唱组合的一员。
村崎勉（村崎ツトム，むらさき つとむ）

星探，成功的挖掘了橘柚季，但是最初把他的性别弄成了女，后来将错就错的同意他继续留在演艺圈中。

### 少女少年IV -TSUGUMI-
白原允（白原允，しろはら みつる）

主角，在女装与大嵩雪火出去玩时被星探村崎勉挖掘，后同意进入娱乐圈，以白鸟鸫（白鳥つぐみ，しらとり つぐみ）的艺名登场。进入娱乐圈后，开始大量拍摄广告，同时遇到了同学逢见蓝纱，后来把真实身份告诉了她。
逢见蓝纱（逢見藍沙，おうみ あいさ）

白原允的同学，艺人，但是暗恋大嵩雪火，后来得知了白鸟鸫的真实身份就是白原允。
大嵩雪火（大嵩雪火，おおたか せっか）

白原允的同学，一度因暗恋逢见蓝纱而与白原允的关系险些闹僵。
小洞燕（小洞燕，しょうどう つばめ）

白原允的同学，也是逢见蓝纱的朋友。
村崎勉（村崎ツトム，むらさき つとむ）

星探，成功的挖掘了白原允。

### 少女少年V -MINORI-
莳田稔（蒔田稔，まきた みのる）

主角，女装时在植原茜家中被星探村崎勉挖掘，后为了与植原茜在一起，同意进入娱乐圈。后来因为变声，开始退出娱乐圈，但又以男生身份重返娱乐圈。
植原茜（植原茜，うえはら あかね）

莳田稔的同学，艺人。
植原忍（大嵩雪火，うえはら しのぶ）

植原茜的姐姐，莳田稔的偶像。
刈部丰（苅部豊，かりべ ゆたか）

植原忍的朋友。
莳田让（蒔田譲，まきた ゆずる）

莳田稔的哥哥，非常了解莳田稔，并在后来一度让他去剧团工作。
村崎勉（村崎ツトム，むらさき つとむ）

星探，成功的挖掘了莳田稔，但是最初把他的性别弄成了女，后来将错就错的同意他继续留在演艺圈中。

### 少女少年VI -NOZOMI-
谷川光（谷川光，たにがわ ひかる）

主角，一次被星探村崎勉错当成青叶望，后来阴差阳错的成为了青叶望的替身，同意进入娱乐圈，替青叶望拍摄了大量写真和戏份。后来退出了娱乐圈。
青叶望（青葉のぞみ，あおば のぞみ）

女性U-15艺人，不过经常穿着男装旷工。但是很要强，最后不再让谷川光去当她的替身。
儿玉如乃（児玉なすの，こだま なすの）

谷川光的同学，后来发现了谷川光的替身行为。
浅间时矢（浅間時矢，あさま ときや）

青叶望的暗恋者，后来发现了谷川光的替身行为。
村崎勉（村崎ツトム，むらさき つとむ）

星探，成功的挖掘了谷川光。

### 少女少年VII -CHIAKI-
十河太一（十河太一，とがわ たいち）

主角，因为一次女装演出，被星探村崎勉挖掘，后同意进入娱乐圈，以万丈千明（万丈千明，ばんじょう ちあき）的艺名登场。进入娱乐圈后，开始担任声优和电台主持人。
京极瞬（京極瞬，きょうごく しゅん）

十河太一的同学，后担任声优。最后知道了万丈千明的真实身份。
阿僧百花（阿僧百花，あそう ももか）

十河太一的同学，暗恋京极瞬，音乐剧的演员之一。
毛利零那（毛利零那，もうり れいな）

十河太一的听众，住在神奈川县川崎市，是4年前音乐剧的扮演者。
村崎勉（村崎ツトム，むらさき つとむ）

星探，成功的挖掘了十河太一。

### 少女少年－ GO！GO！草莓
宫坂杏（宮坂杏，みやさか あんず）

女主角，小学五年级，章姬一期的玩伴。
章姬一期（章姫一期，あきひめ いちご）

女装少年。对宫坂太阳很是仰慕，害怕昆虫。
宫坂太阳（宮坂太陽，みやさか たいよう）

宫坂杏的哥哥，中学二年级，长相英俊。
弓月梨乃（弓月梨乃，ゆみつき りの）

配戴眼镜的女生，与宫坂杏在同一个幼稚园，喜欢章姬一期。
夏目（夏目，なつめ）

宫坂杏的学级委员。

## 少女少年0话
在1990年登载，其中《少女少年I -MIZUKI-》便是以此作品为原型。